# Panzeria gazagnairei
Panzeria gazagnairei är en tvåvingeart som först beskrevs av Meunier 1895.  Panzeria gazagnairei ingår i släktet Panzeria och familjen parasitflugor.
Artens utbredningsområde är Frankrike. Inga underarter finns listade i Catalogue of Life.